# جفین البیشی
جفین البیشی (انگلیسی: Jufain Al-Bishi؛ زادهٔ ۱ مهٔ ۱۹۸۷) یک ورزشکار اهل عربستان سعودی است.
از باشگاه‌هایی که در آن بازی کرده‌است می‌توان به باشگاه فوتبال الرائد عربستان سعودی، باشگاه فوتبال الاهلی عربستان سعودی، تیم ملی فوتبال عربستان سعودی، و تیم ملی فوتبال عربستان سعودی، اشاره کرد.
وی همچنین در تیم‌های ملی فوتبال Saudi Arabia U-20 Saudi Arabia U-23 عربستان سعودی بازی کرده است.